# Rehabilitation Act
Der Rehabilitation Act von 1973 ist ein Bundesgesetz der Vereinigten Staaten, das Diskriminierung aufgrund von Behinderung in Bundesprogrammen, Programmen, die staatliche Unterstützung erhalten, Arbeitsverhältnissen der Bundesregierung und Arbeitsverhältnissen von Vertragspartnern der Regierung verbietet. Die übliche Vorgehensweise, Diskriminierungen am Arbeitsplatz aufzudecken ist im Rahmen des Rehabilitation Acts dieselbe wie in Artikel 1 des Americans with Disabilities Acts.
Der Rehabilitation Act hat vier zentrale Abschnitte, die im September 1973 vom US-Kongress verabschiedet und von Präsident Richard Nixon unterzeichnet wurden.

## Abschnitt 501
Abschnitt 501 verlangt aktive Förderungsmaßnahmen und Diskriminierungsfreiheit in Arbeitsverhältnissen von Bundesagenturen der Exekutive. Um diesbezüglich eine Beschwerde anzubringen, werden Angestellte dazu angehalten, sich an den Zuständigen für Chancengleichheit ihrer Behörde zu wenden.
Der Abschnitt beinhaltet folgende Punkte:
- Das Bereitstellen von Technologien, die nötig sind, damit die behinderte Person ihre Arbeit unter für sie barrierefreien Bedingungen ausführen kann.

- Das Bereitstellen von Technologien, die es der behinderten Person ermöglichen, dieselben Vorteile und Privilegien zu genießen, wie die übrigen Angestellten. Dies beinhaltet beispielsweise Weiterbildungen, Dienstleistungen, die Teilnahme an sozialen Veranstaltungen, wie zum Beispiel Betriebsausflügen.

- Zugang zu den üblichen Formalitäten bei der Bewerbung, wie beispielsweise das Benutzen der Website, um die Bewerbungsunterlagen einreichen zu können, oder allfällige Probezeiten.[2]

## Abschnitt 503
Abschnitt 503 verlangt aktive Förderungsmaßnahmen und verbietet Diskriminierung in Anstellungsverhältnissen mit Vertragspartnern und Subunternehmen der Bundesregierung, die mit mehr als $10000 dotiert sind.
Folgende Ausnahmen gelten für diesen Abschnitt:
- Wenn das Unternehmen weniger als $10000 von der Regierung erhält.
- Verträge, die für unbestimmte Beträge geschlossen wurden, solange der Vertragspartner keinen Grund zur Annahme hat, dass der Betrag mehr als $10000 jährlich betragen wird.
- Aufträge, die außerhalb der USA ausgeführt werden und die Angestellten nicht innerhalb der USA angestellt wurden.
- Verträge, die weder nationalen Interessen noch der Staatssicherheit dienen.
- Verträge, die mit Bundesbehörden oder Gemeinden abgeschlossen wurden, bei denen die Behörde aber nicht an der Ausführung des Vertrags beteiligt ist.[3]

## Abschnitt 504
Abschnitt 504 wurde verfasst, um die Bürgerrechte auch auf behinderte Menschen auszuweiten. Dieser Abschnitt gewährleistet, dass Kinder und Erwachsene dieselben Chancen im Bildungssektor, Arbeitsleben und anderen Teilen des gesellschaftlichen Lebens bekommen. Dadurch werden angemessene Vorkehrungen, wie beispielsweise spezielle Lernumgebungen und Assistenz, ermöglicht.
Jede Bundesbehörde hat zur Umsetzung dieses Anspruchs ihre eigenen Regelungen, die jeweils an ihre spezifischen Bedingungen angepasst sind. Unternehmen, die von der Bundesregierung Gelder beziehen, haben ebenfalls Regelungen für die Umsetzung des Abschnitts 504, die diejenigen Bereiche abdecken, die von den Bundesgeldern finanziert werden. Diese Regelungen beinhalten beispielsweise: angemessene Vorkehrungen für behinderte Menschen, Barrierefreiheit, effektive Kommunikation mit Gehörlosen und Sehbehinderte. Jede Behörde und jeder Betrieb sind dafür zuständig, ihre eigenen Regelungen umzusetzen. Abschnitt 504 kann auch durch Klagen und Gerichtsverfahren umgesetzt werden.

## Abschnitt 508
Abschnitt 508 wurde erst im Jahre 1998 in den Rehabilitation Act aufgenommen. Er beinhaltet Anforderungen, die von der Informationstechnik umgesetzt werden sollen, damit diese auch für behinderte Menschen, sowohl für Angestellte als auch für die Öffentlichkeit, zugänglich ist.
Barrierefreie Informationstechnologie beinhaltet die Möglichkeit, auf unterschiedliche Weise bedient zu werden und darf nicht nur auf einen einzigen Sinn oder eine spezifische Fähigkeit des Nutzers zugeschnitten sein. Manchmal beinhaltet dies auch, dass zusätzliche Software oder Peripheriegeräte zum Einsatz kommen müssen, um diese Barrierefreiheit zu gewährleisten.
Abschnitt 508 beinhaltet folgende Bereiche:
- Anwendungssoftware und Betriebssysteme: Dies beinhaltet eine benutzerfreundliche Anwendung für sehbehinderte Menschen, wie zum Beispiel alternative Navigationsmöglichkeiten.

- Webanwendungen: Es soll gewährleistet werden, dass sehbehinderte Menschen, beispielsweise mit Screenreadern, einen barrierefreien Zugang zu Webseiten erhalten. Dies beinhaltet auch, dass Bilder angemessen beschriftet werden.

- Telekommunikation: Dies beinhaltet das Ermöglichen eines Zugangs zu diesen Technologien für hörbehinderte Menschen.

- Videos und Multimedia: Dies beinhaltet Bildunterschriften, die je nach Bedarf zu- oder abgeschaltet werden können.

- Eigenständige Produkte: Kopier- oder Faxgeräte können oft nicht ohne angemessene Hilfsmittel bedient werden.